# Bisdom Metz
Het bisdom Metz (Latijn: Dioecesis Metensis; Frans: Diocèse de Metz) is een in Frankrijk gelegen rooms-katholiek bisdom met zetel in de stad Metz. Het bisdom staat als immediatum onder rechtstreeks gezag van de Heilige Stoel.

## Geschiedenis
Vanaf 535 wordt er melding gemaakt van een vaste bisschopszetel in Metz. Dit bisdom behoorde tot de kerkprovincie Trier.

### Prinsbisdom Metz
In de vroege middeleeuwen verwierf het bisdom uitgestrekte bezittingen. De bisschop van Metz werd een graaf-bisschop en later prins-bisschop in het Rooms-Duitse Rijk. De stad Metz zelf ontwikkelde zich echter tot vrije rijksstad Metz. De bisschop verloor in 1648 de wereldlijke macht over het gebied, maar bleef nog tot 1790 de titel van vorst van het Heilige Roomse Rijk voeren.

## Bisdom Metz
Het bisdom Metz verdween tijdens de Franse Revolutie. In 1801 werd het opnieuw opgericht. In 1802 werd het suffragaan aan het aartsbisdom Besançon. In 1874, na de annexatie van Lotharingen door Duitsland in de Frans-Duitse Oorlog, werd het een immediatum. Het bisdom werd gelijkgesteld aan de bisdommen in Duitsland, maar het bleef een uitzonderlijke positie houden. Toen het gebied na de Eerste Wereldoorlog weer bij Frankrijk kwam, verloor het, net als Straatsburg als immediatum de vrije bisschopskeuze weer. Metz vormt, samen met het aartsbisdom Straatsburg een uitzonderlijke positie in Frankrijk, omdat beide bisdommen in 1905 bij de strikte scheiding van kerk en staat, geen onderdeel van Frankrijk waren. Zo wordt er in deze bisdommen, net als binnen de Unie van Protestantse kerken in Elzas en Lotharingen, een kerkelijke belasting geheven.

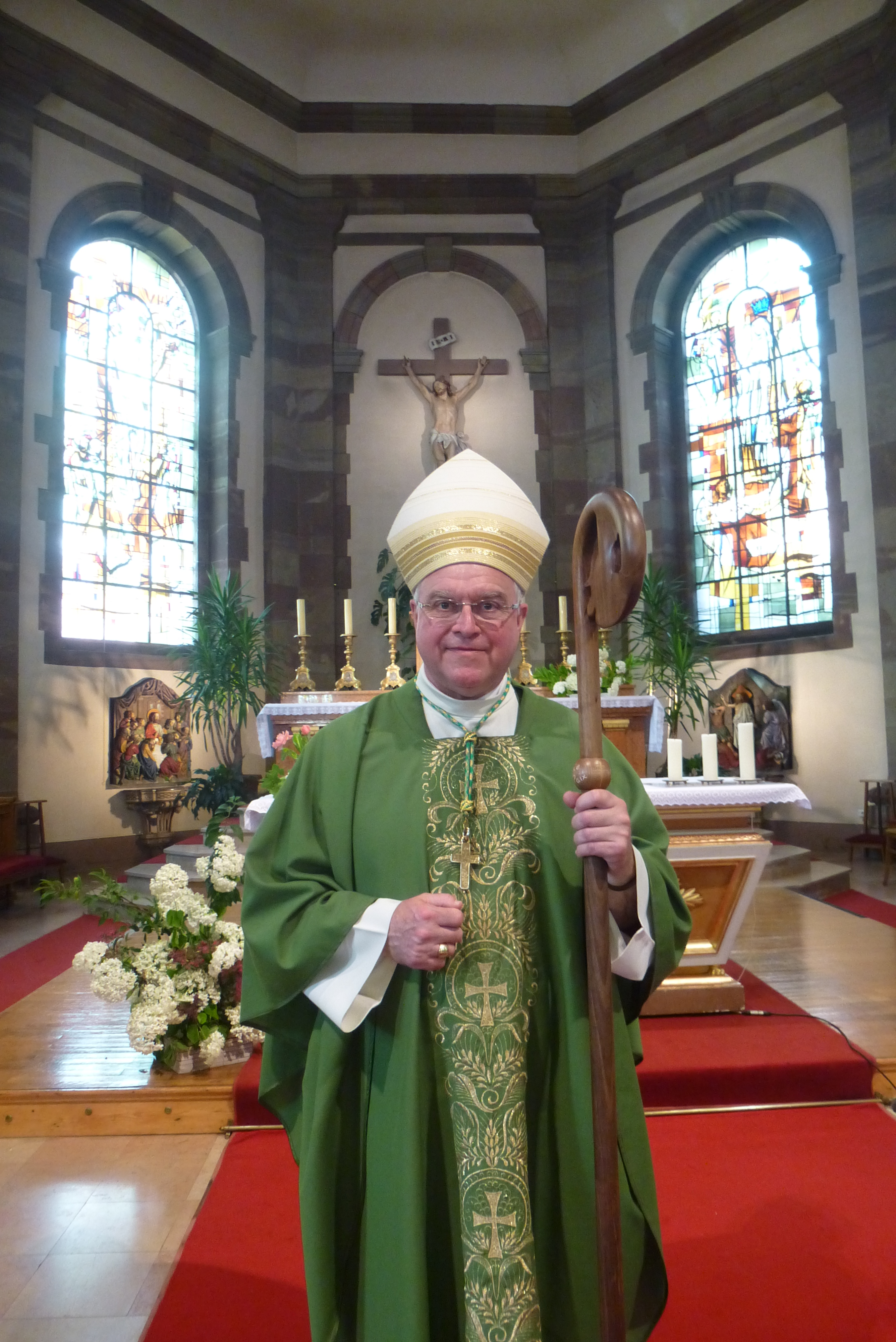
Bisschop Jean-Christophe Lagleize
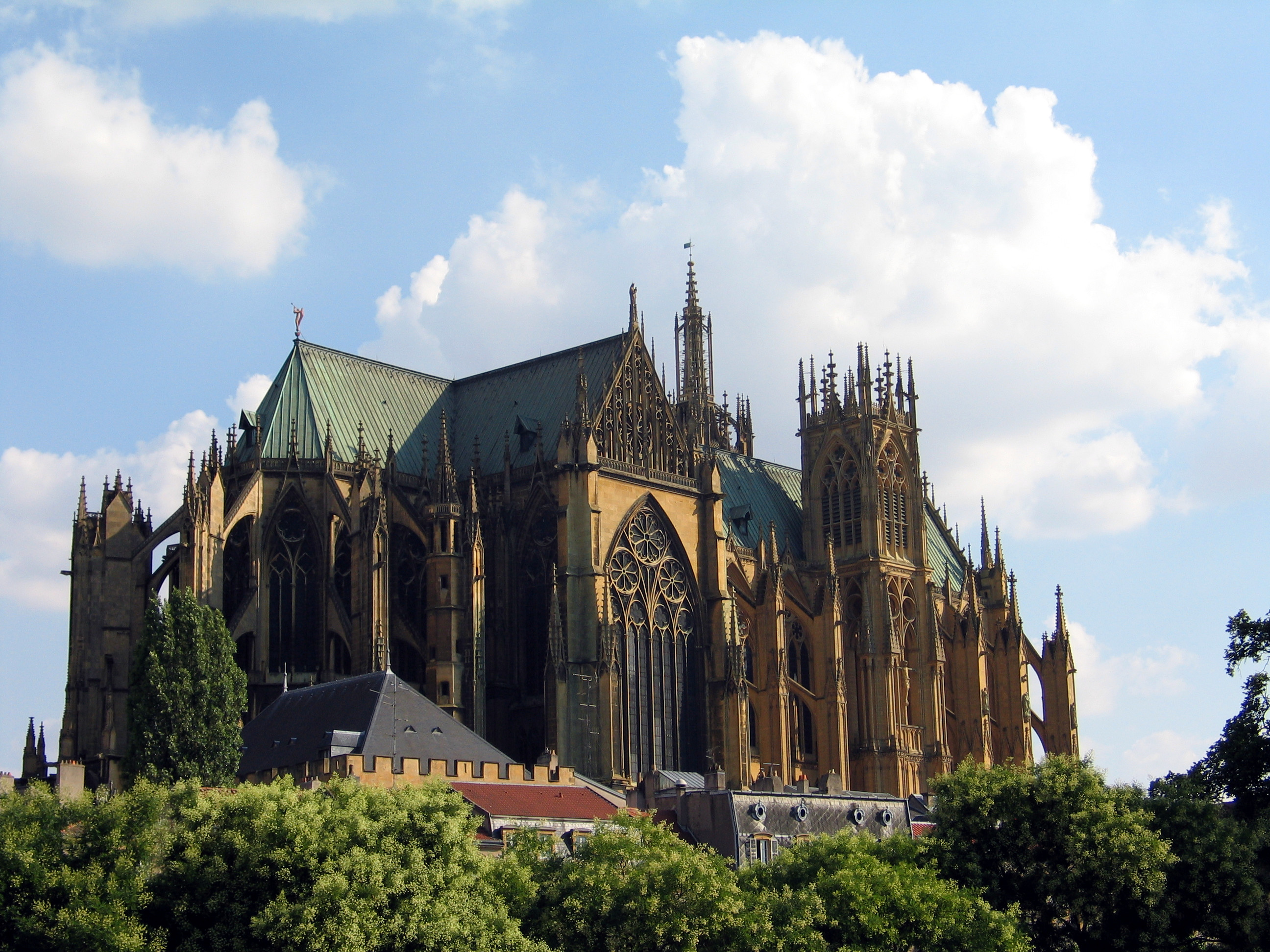
Kathedraal van Metz